# Miedum (Leeuwarden)
Miedum is een dorp of buurtschap in de gemeente Leeuwarden, in de Nederlandse provincie Friesland. Miedum ligt ten noorden van de stad Leeuwarden tussen Wijns en Lekkum. Het dorp heeft heeft een kleine kern, hoewel de meeste bebouwing verspreid is tussen de Dokkumer Ee en de Murk. Het dorp heeft blauwe plaatsnaamborden.
Miedum vormt samen met de dorpen Snakkerburen en Lekkum al eeuwenlang één gemeenschap. De drie dorpen worden De Trije Doarpen genoemd. Er bestaan vele samenwerkingen, vooral op het vlak van cultuur. Zo bestaat onder andere een gezamenlijke dorpsblad, genaamd De Kobbeflecht. De drie dorpen hebben één dorpsvereniging, Dorpsbelang die zich inzet voor de belangen van de bewoners.
De bewoners van het buitengebied van het dorp Lekkum wordt door het CBS bij Miedum gerekend en had 55 inwoners in 2023. Meer dan de helft ervan betreft inwoners van Miedum.

## Geschiedenis
Het dorp is op een terp ontstaan. De terp werd voor of in de Middeleeuwen opgeworpen. In 1415 werd de plaats vermeld als Medemma gha, in 1451 als Meedum, in 1543 Miedum en in 1579 als Medon. De plaatsnaam zou verwijzen naar een nederzetting bij het hooiland (mede-made).
Miedum is nooit een echt groot dorp geweest. Het aantal huizen fluctueerde over de eeuwen heen. In de 18e eeuw kromp het dorp, in de 19e eeuw bestaat Miedum uit 12 woningen met 65 inwoners.

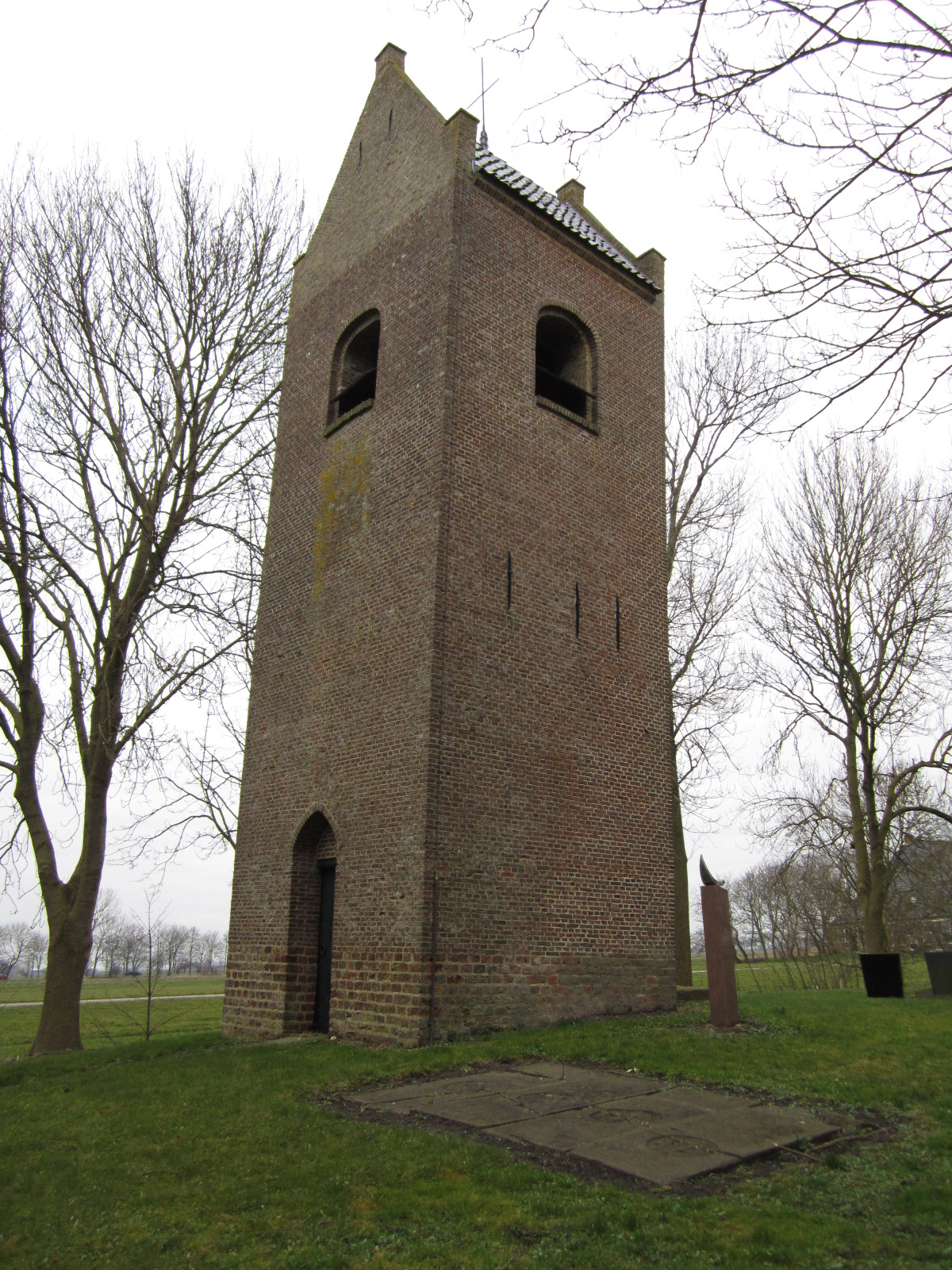
Kerktoren van Miedum

Tot 1 januari 1944 maakte Miedum deel uit van de gemeente Leeuwarderadeel.

## Dorp of buurtschap
In juni 2007 is door de gemeentelijke naamgevingscommissie vastgesteld dat Miedum officieel als dorp moet worden aangemerkt. Dit zou blijken uit een document uit 1975. In de praktijk worden beide duidingen, dorp en buurtschap, gebruikt.

## Kerktoren
De voormalige Nederlands Hervormde kerk dateert uit de middeleeuwen en is afgebroken in 1834. Alleen de kerktoren met zadeldak bleef behouden. De toren heeft een hoogte van 14 m en hangt 4,72 graden uit het lood, waarmee het de scheefste toren van Nederland is.
In de 19e eeuw is de toren voorzien van een nieuwe ommanteling. Aan de onderzijde zijn echter nog de originele stenen (moppen) zichtbaar. Rondom de toren ligt een kleine begraafplaats.